# Caserne des Mousquetaires noirs
Caserne des Mousquetaires noirs (česky Kasárna černých mušketýrů) jsou bývalá kasárna v Paříži. Nacházejí se v ulici Rue de Charenton č. 26 ve 12. obvodu a sídlí v nich dnešní Hôpital des Quinze-Vingts.
Kasárna byla postavena v letech 1699–1701 a jejich architekty byli Robert de Cotte a Jean Beausire. Sloužila druhé rotě mušketýrů, jejichž přezdívka "černí" byla odvozena od černé pokrývky koní, jež je odlišovala od první roty, která používala šedou barvu (šedí mušketýři).
Od roku 1976 jsou části stavby (správní budova, kaple, kněžiště a apsida) chráněny jako historická památka.